# هارولد جون إليسون
هارولد جون إليسون (بالإنجليزية: Harold John Ellison)‏ هو ضابط أمريكي، ولد في 17 يناير 1917 في بوفالو في الولايات المتحدة، وتوفي في 4 يونيو 1942 في المحيط الهادئ.